# Formiguer de capell
El formiguer de capell (Percnostola rufifrons) és una espècie d'ocell de la família dels tamnofílids (Thamnophilidae) que habita el sotabosc de la selva pluvial i sabana de les terres baixes fins als 500 m, del sud-est de Colòmbia, sud de Veneçuela, Guaiana, nord-est del Perú i nord del Brasil amazònic.